# آنارکو-کاپیتالیسم
آنارکو-کاپیتالیسم یا آنارکولیبرتارینیسم یا آنارکولیبرالیسم یا آنارکومارکتیسم یک فلسفهٔ سیاسی لیبرترین است که از حذف حکومت به نفع خویش فرمانی در یک بازار آزاد دفاع می‌کند.
در یک جامعهٔ آنارکو-کاپیتالیستی، اجرای قانون، دادگاه‌ها و همهٔ خدمات دیگر، به جای دولت و به واسطه دریافت مالیات، توسط رقابت‌کنندگان با بودجه خصوصی فراهم می‌شوند و پول نیز از طریق بخش خصوصی و به‌طور رقابتی در یک بازار باز فراهم می‌شود. در نتیجه فعالیت‌های شخصی و اقتصادی زیرمجموعه آنارکو-کاپیتالیسم در چهارچوب قوانین خصوصی تنظیم می‌شود و نه از طریق سیاست‌گذاری. در یک تعریف کلی و خلاصه شده می‌توان گفت آنارکولیبرترینیسم، آنارشیسمی است که از مالکیت خصوصی دفاع می‌کند.
نظریه‌پردازان گوناگون با فلسفه‌های مختلف، هرچند مشابه، زیر عنوان آنارکوکاپیتالیسم جای می‌گیرند. نخستین نسخهٔ شناخته شده از آنارکولیبرالیسم توسط اقتصاددانان مکتب اتریش و به ویژه موری راتبارد در نیمه قرن بیستم فرموله شد و برساخته از عناصری بود از اقتصاد مکتب اتریش، لیبرالیسم کلاسیک و اندیشه‌های فردگرایان آنارشیست آمریکایی لیزاندر اسپونر و بنجامین تاکر (البته با رد نظریه کار ارزش آنان).
در آنارکو کاپیتالیسم راتباردی، نخست باید یک قانون لیبرترین که مورد توافق مشترک قرار گرفته باشد به اجرا گذاشته شده و مورد توافق عمومی قرار بگیرد، و دادگاه‌ها متعهد به پیروی از آن باشند. این قانون باید حق حاکمیت فردی و اصل عدم تجاوز را به رسمیت بشناسد.

## فلسفه

### اخلاق
آنارکوکاپیتالیسم، آن‌گونه که راتبارد و دیگران فرموله کرده‌اند، بر مبنای اصل لیبرترین «عدم تجاوز» بنا شده‌است. بر اساس اصل عدم تجاوز(nonaggression principle)، فرد حق دارد با بدن خودش هر کاری که می‌خواهد بکند، تا زمانی که با آن کار به بدن یک فرد دیگر اعمال تجاوز نکند.
اصل بنیادین نظریه سیاسی لیبرترین می‌گوید که هرکس مالک خویشتن است و حق مطلق قضاوت دربارهٔ بدن خویش را داراست. این بدان معناست که هیچ فرد دیگری به هیچ عنوان حق هجوم یا نقش حق مالکیت فرد دیگری را ندارد. در ادامه هر فردی مالک هر آن چیزی از جمله منابعی است که پیشتر تحت مالکیت در نیامده باشند یا او با «نیروی کار» خویش ترکیب کرده باشد. با این اصول دوگانه است که استدلال اثباتی کل سیستم حقوق مالکیت در یک بازار آزاد شکل می‌گیرد…
دفاع روتبارد از اصل مالکیت خویشتن به اعتقاد خود او ریشه در «رد تمامی نظریات جایگزین» دارد.
هانس هرمان هپه معتقد است که نه تنها مکتب اخلاقی لیبرتارینی را می‌توان «به نحو ماقبل تجربی» توجیه کرد بلکه به نحو استدلالی از هیچ مکتب جایگزین دیگری نمی‌توان دفاع کرد. او در رد نظریات مدافع بازتوزیع ثروت می‌گوید: «همه مکاتب جایگزین لیبرالیسم، چه همه آنها که تجربه شده‌اند و چه بیشتر مکاتب غیرلیبرالی که به لحاظ نظری پیشنهاد شده‌اند، حتی از آزمون نخست و صوری فراگیری نیز سربلند بیرون نمی‌آیند و تنها به خاطر همین یک واقعیت نیز زیر سؤال می‌روند. همه این نسخه‌پیچی‌ها هنجارهایی را در چارچوب دستورالعمل‌های قانونی‌شان گنجانده‌اند که چنین ظاهری دارند: «برای برخی افراد آری و برای برخی دیگر نه.» به هر رو، چنین دستورالعمل‌هایی که حقوق یا تعهدات متفاوتی را برای دسته‌های گوناگون مردم مشخص می‌کنند، به دلایل ساده صوری، هیچ بختی ندارند که توسط هر شرکت‌کننده بالقوه‌ای در یک گفتگو، منصفانه شناخته شده و پذیرفته شوند.. تا زمانی که این تمایز ایجاد شده بین طبقات گوناگون مردم، آن‌طور شکل نگرفته باشد که برای هر دو طرف به عنوان حالت طبیعی اوضاع پذیرفته شود، چنین دستورالعمل‌هایی مورد پذیرش نخواهد بود؛ زیرا پذیرش چنین دستورالعمل‌هایی به این معنا است که برخی گروه‌ها از مزایایی قانونی به بهای تبعیض معادلی علیه گروه‌های دیگر، بهره‌مند خواهند شد.»

### مالکیت

#### مالکیت خصوصی
مالکیت شخصی و original appropriation از مفاهیم مرکزی آنارکو-کاپیتالیسم هستند:
هرکس مالک انحصاری بدن فیزیکی خود و نیز همه جاها و کالای اعطا شده از طبیعتی است که اشغال می‌کند و به وسیله بدنش به کار می‌گیرد، فقط با این شرط که هیچ‌کس دیگری قبلاً همان جاها یا کالاها را پیش از او اشغال نکرده باشد. این مالکیت بر مکانها و کالاهای «به‌طور اصیل تملک شده» مؤید حق او برای استفاده از آن و تبدیل این‌جاها و کالاها به هر شکلی که او مناسب می‌داند است، به این شرط که او یکپارچگی فیزیکی جاها و چیزهایی را که دیگری پیشتر تملک کرده را به‌طور ناخواسته تغییر ندهد. به‌طور خاص، به محض این که جا یا کالایی بتواند برای اولین بار به قول جان لاک با ترکیب کار شخص با آن تملک بشود، مالکیت بر این‌جاها و کالاها فقط از طریق انتقال داوطلبانه و قراردادی عنوان مالکیت از یک مالک به بعدی به دست می‌آید.
بنابر نظر همه متفکران کلاسیک لیبرال، پایبندی به آزادی فردی مستلزم تأیید نهادهای مالکیت خصوصی و بازار آزاد است. مارکسیست‌ها و برخی از سوسیالیست‌ها معتقدند که مالکیت خصوصی محدودیتی بر آزادی است و لیبرال‌های تجدیدنظرطلب مکتب مدرن لیبرالیسم می‌گویند گاهی اوقات لازم است تا حقوق مالکیت تحت‌الشعاع مطالبات مربوط به سایر حقوق قرار گیرد.
جان گری معتقد است مالکیت خصوصی مظهر آزادی فردی در ابتدایی‌ترین شکل آن است. منتقدان مالکیت خصوصی به بازتوزیع ثروت معتقدند و می‌گویند حق مالکیت خصوصی نمی‌تواند حقی مساوی برای همه باشد چرا که ممکن است به معنای تصاحب حق دیگری به کار رود و حق برده‌داری را مثال می‌زنند. مایکل اوکشات در پاسخ می‌گوید: «حق مالکیت خصوصی مثل هر حق دیگری خود-بازدارنده است: این حق، برده‌داری را نه از سر دلبخواه بلکه بدین دلیل ممنوع اعلام می‌کند که حق در اختیار داشتن یک انسان دیگر هرگز نمی‌تواند حقی باشد که هر عضو جامعه بتواند به‌طور مساوی از آن بهره‌مند شود. تنها به وسیله نهاد مالکیت خصوصی است که حداکثر توزیع قدرت ناشی از مالکیت حاصل می‌شود.

##### مالکیت معنوی
موضوع مالکیت معنوی بین آنارکو-کاپیتالیست‌ها و نیز لیبرترین‌ها به‌طور کلی شکاف ایجاد کرده‌است. راتبارد استدلال می‌کند که ثبت اختراع‌ها امتیازاتی انحصاری از روی اجبار هستند که حکومت آن‌ها را اعطا می‌کند، و می‌گوید که آنها در جامعه آزاد وجود نخواهند داشت، زیرا افراد را از دستیابی به همان اختراع به‌طور مستقل بازمی‌دارند. او همچنین استدلال کرد که حقوق تکثیر در مواردی با جامعه آزاد قابل انطباقند. استدلال او این است که وقتی بر یک اثر ادبی یک اعلان حق تکثیر موجود است، نشان می‌دهد که خالق اثر به دیگران بدون این که بپذیرند آن را تکثیر نکنند، اجازه استفاده از آن را نمی‌دهد، زین رو اگر مورد استفاده قرار گیرد یک قرارداد خواهد بود. استفن کینسلا نظریه‌پرداز آنارکو-کاپیتالیست هم با حق تکثیر و هم با مالکیت معنوی حق تکثیر مخالف است.

#### مالکیت مشترک
گرچه آنارکو-کاپیتالیست‌ها قائل به حق مالکیت خصوصی‌اند، برخی از آنان اشاره می‌کنند که مالکیت مشترک، یعنی مالکیت جامعه می‌تواند به وسیله حق در یک نظام آنارکو-کاپیتالیستی وجود داشته باشد. همان‌طور که یک فرد با ترکیب کردن کار خود با یک چیز یا استفاده مرتب از آن مالک آن می‌شود، کل یک جامعه یا اجتماع هم می‌تواند به‌طور مشترک با ترکیب کردن کارشان با آن به‌طور جمعی مالک آن شوند، به این معنی که هیچ فردی آن را برای خود نتواند بردارد. این را می‌شود به جاده‌ها، پارک‌ها، رودخانه‌ها و بخش‌هایی از اقیانوس‌ها اطلاق کرد. رادریک لانگ نظریه‌پرداز آنارکو-کاپیتالیست این مثال را می‌زند:
دهکده‌ای را در نزدیکی یک دریاچه در نظر بگیرید. ساکنانش خیلی اوقات برای ماهیگیری به دریاچه می‌روند. در اولین روزهای اجتماع، رسیدن به دریاچه به دلیل انبوه بته‌ها و شاخه‌های افتاده بر روی راه سخت است؛ ولی در گذر زمان نه از مجرای تلاش‌های برنامه‌ریزی شده، بلکه تنها در نتیجه عبور هر روزهٔ همه افراد از آن راه، راه تمیز شده و مسیری شکل می‌گیرد. مسیر تمیز شده، نتیجه کار است؛ نه کار هیچ‌یک از افراد، بلکه همهٔ آن‌ها با هم. اگر دهقانی بخواهد از راهی که ایجاد شده با نصب دروازه و گرفتن عوارض سود ببرد، او حق جمعی مالکیتی که دهقانان با هم تحصیل کرده‌اند را نقض خواهد کرد.

### جامعه قراردادی

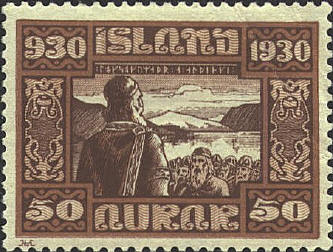
تمبری پستی به مناسبت هزارمین سالگرد پارلمان ایسلند. بنا بر یک نظریه از دیوید فریدمن اقتصاددان، جامعه ایسلند در قرون وسطی دارای برخی ویژگی‌های آنارکو-کاپیتالیسم بود. ریاست‌های قبیله قابل خرید و فروش بودند و انحصارهای جغرافیایی نبودند؛ افراد می‌توانند به‌طور داوطلبانه عضویت در طایفه رئیس قبیله را انتخاب کنند.

جامعهٔ رؤیایی آنارکو-کاپیتالیست‌ها جامعهٔ قراردادی نیز خوانده شده‌است: «جامعه‌ای منحصراً مبتنی بر عمل داوطلبانه، که خشونت یا تهدیدات خشونت‌آمیز به کلی بر آن بی‌تأثیر است.»
آنارکو-کاپیتالیست‌ها معتقدند در این سیستم مبنای عمل، قراردادهای داوطلبانه بین افراد به عنوان چارچوب قانونی است. با این حال به دلیل جزئیات و پیچیدگی‌های قراردادهای محتمل، سخت است بشود دقیقاً حدس زد مختصات چنین جامعه‌ای چگونه خواهد بود.

### قانون و نظم و استفاده از خشونت
آنارکو-کاپیتالیست‌های مختلف اشکال متفاوتی از آنارکو-کاپیتالیسم را پیشنهاد می‌کنند، و یکی از حوزه‌های اختلاف، حوزه قانون است. موریس و لیندا تنهیل در بازار برای آزادی، با هر قانون وضع‌شده مخالفت می‌کنند. آنان استدلال می‌کنند که برای تشخیص درست یا نادرستی یک کار فقط لازمست ببینیم علیه دیگری حمله می‌کند یا نه (قانون شبه‌جرم و قرارداد را ببینید). به هرحال، موری راتبارد، با وجود این که از ممنوعیت طبیعی زور و تقلب هم حمایت می‌کند، ایجاد یک دستورالعمل قانونی لیبرترین مرکزی مورد توافق مشترک که دادگاه‌های خصوصی ملزم به رعایت آن باشند را نیز پشتیبانی می‌کند. آندره گلدمن چنین دستورالعملی برای تجارت اینترنتی را با عنوان «پروتکل‌های اقتصادی مشترک» توسعه داده‌است.
برخلاف تنهیل‌ها و راتبارد که اشتراک ایدئولوژیک اخلاق و فلسفه اخلاق را لازم می‌دانند، دیوید فریدمن پیشنهاد می‌کند «نظام حقوقی برای سود در بازار باز تولید می‌شود، همان گونه که کتاب‌ها و سینه‌بندها امروزه تولید می‌شوند.» ممکن است بین انواع گوناگون حقوق رقابت به وجود آید، همان‌طور که بین انواع مختلف خودرو رقابت وجود دارد.» فریدمن می‌گوید این که آیا این کار به جامعه‌ای لیبرترین منجر خواهد شد «باید اثبات شود.» او می‌گوید که این ممکن است به قوانین به شدت غیرلیبرترین چون قانون ضدمواد مخدر بینجامد؛ ولی، او فکر می‌کند که این موارد نادر خواهد بود. او استدلال می‌کند که «اگر ارزش یک قانون برای هوادارانش از هزینه‌اش برای قربانیانش کمتر باشد… آن قانون در یک جامعه آنارکو-کاپیتالیست باقی نخواهد ماند.»
آنارکو-کاپیتالیست‌ها دفاع عمومی از آزادی فردی (یعنی دادگاه‌ها، نیروهای نظامی یا پلیس) را فقط تا آن جا می‌پذیرند که این گروه‌ها بر مبنایی به صراحت داوطلبانه شکل گرفته باشند و حقوق بگیرند؛ ولی، آن‌ها نه فقط به تأمین بودجه خدمات دفاعی دولت بلکه به این که حکومت خود را تنها اعمال‌کننده مشروع زور فیزیکی فرض می‌کند نیز اعتراض دارند؛ یعنی، دولت به زور بخش خصوصی را از فراهم آوردن امنیت فراگیر نظیر سیستم‌های پلیس، قضایی و زندان برای حفاظت از افراد در برابر متجاوزین بازمی‌دارد. آنارکو-کاپیتالیست‌ها معتقدند دولت هیج چیزی ندارد که بدان برتری اخلاقی بدهد که حق داشته باشد از زور فیزیکی برای بازداشتن متجاوزین سود جوید ولی افراد شخصی این حق را نداشته باشند. همچنین، اگر اجازه رقابت در بخش امنیتی داده می‌شد، قیمتها کمتر می‌شد و خدمات به اعتقاد آنارکو-کاپیتالیست‌ها ارزان‌تر می‌شدند. به اعتقاد مولیناری، «در یک حکومت آزاد، تشکیلات طبیعی صنعت امنیت از دیگر صنایع متفاوت نخواهد بود.» هواداران این نظر اشاره می‌کنند که سیستم‌های خصوصی عدالت و دفاع از قبل وجود دارد، و به‌طور طبیعی جایی که بازار مجاز است ناکارامدی حکومت را جبران کند شکل می‌گیرد: حل اختلاف خصوصی، نگهبانان امنیتی، گروه‌های ناظر محله و الخ گاهی به این دادگاه‌ها و پلیس‌های خصوصی به‌طور کلی سازمان‌های دفاعی خصوصی (PDAها) گفته می‌شود.
به جای نهادهای دولتی متکی بر مالیات‌گیری اجباری، سازمان‌های خیریه متکی بر مبالغ اهدایی داوطلبانه یا کمک شخصی همکارانه گروه‌های افراد می‌توانند حفاظت از آنانی را که قادر به پرداخت هزینه چنین حفاظتی نیستند را بر عهده بگیرند.

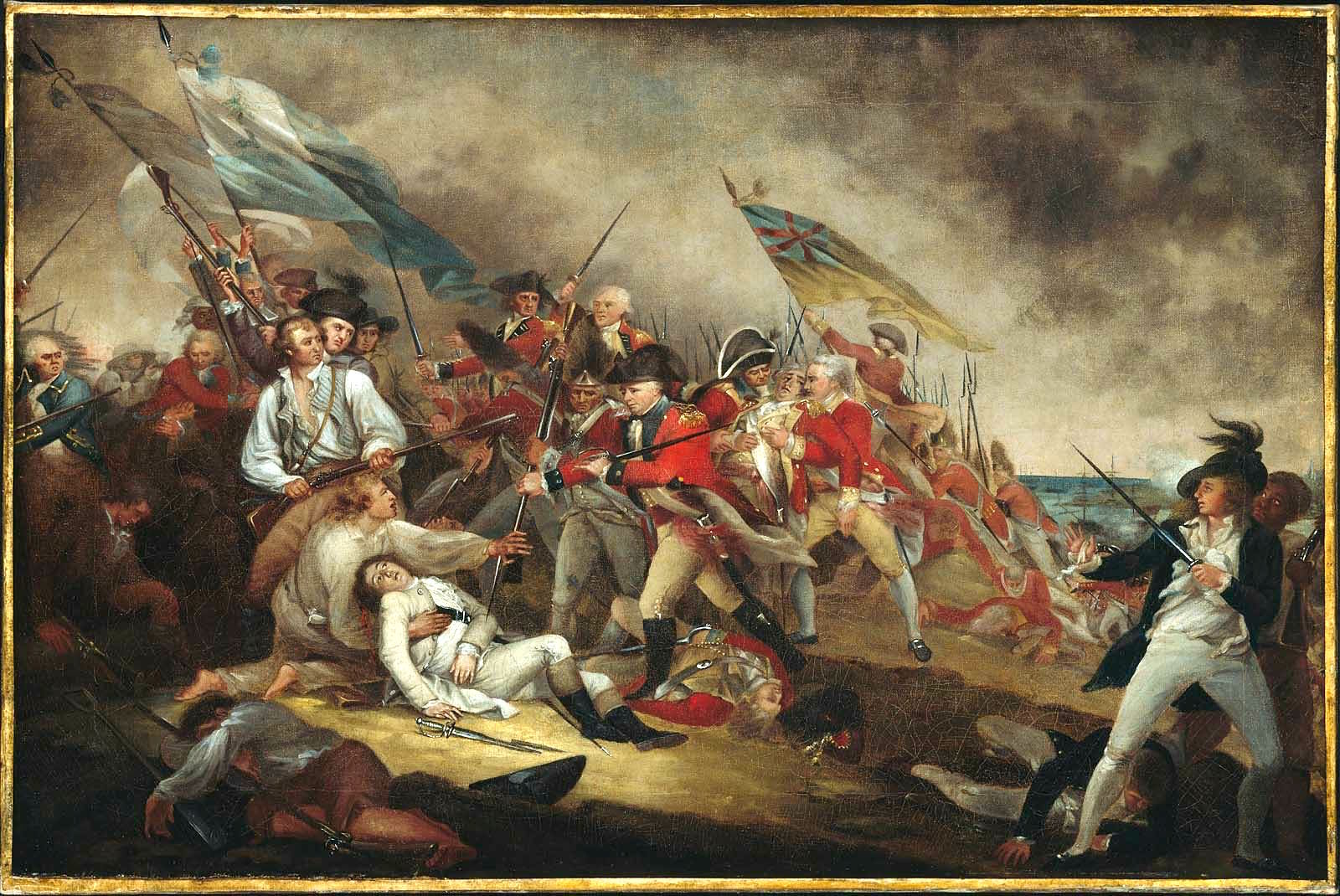
موری راتبارد انقلاب آمریکا را تحسین می‌کرد و معتقد بود که تنها جنگ ایالات متحده بوده که قابل توجیه است.

## آنارکو-کاپیتالیسم و دیگر مکاتب آنارشیستی
برخی دانشوران آنارکو-کاپیتالیسم را شکلی از آنارشیسم لحاظ نمی‌کنند، در حالی که دیگران چنین می‌کنند. بیشتر آنارشیست‌های اجتماعی استدلال می‌کنند که آنارکو-کاپیتالیسم از آنجا که سرمایه‌داری ذاتاً اقتدارگرایانه است، شکلی از آنارشیسم نیست. به‌طور خاص، آنان استدلال می‌کنند که معاملات سرمایه دارانه مشخصی داوطلبانه نیستند، و این که حفظ ساختار طبقاتی جامعه سرمایه دارانه نیازمند اجبار، است که با یک جامعه آنارشیستی ناسازگار است.
در سوی دیگر، آنارکو-کاپیتالیست‌هایی چون پر بایلوند، مدیر وبسایت anarchism without adjectives ذکر می‌کند که گسستگی بین آنارشیست‌های غیر آنارکو-کاپیتالیست، احتمالاً محصول «وضعیت ناگوار تفسیر سوء از آنارکو-کاپیتالیسم» است. بایلوند می‌پرسد، «چگونه کسی می‌تواند از این میراث تاریخی ادعا کند هم آنارشیست و هم مدافع نظام سوءاستفاده گرانه سرمایه‌داری است» و پاسخ می‌دهد که «هیچ‌کس نمی‌تواند، و هیچ‌کس چنین نمی‌کند. هیچ آنارشیستی چنین نظامی را تأیید نمی‌کند حتی آنارکو-کاپیتالیستها (اکثریت شان) چنین نمی‌کنند.»

## آنارکو-کاپیتالیسم و اقتصاد اتریشی

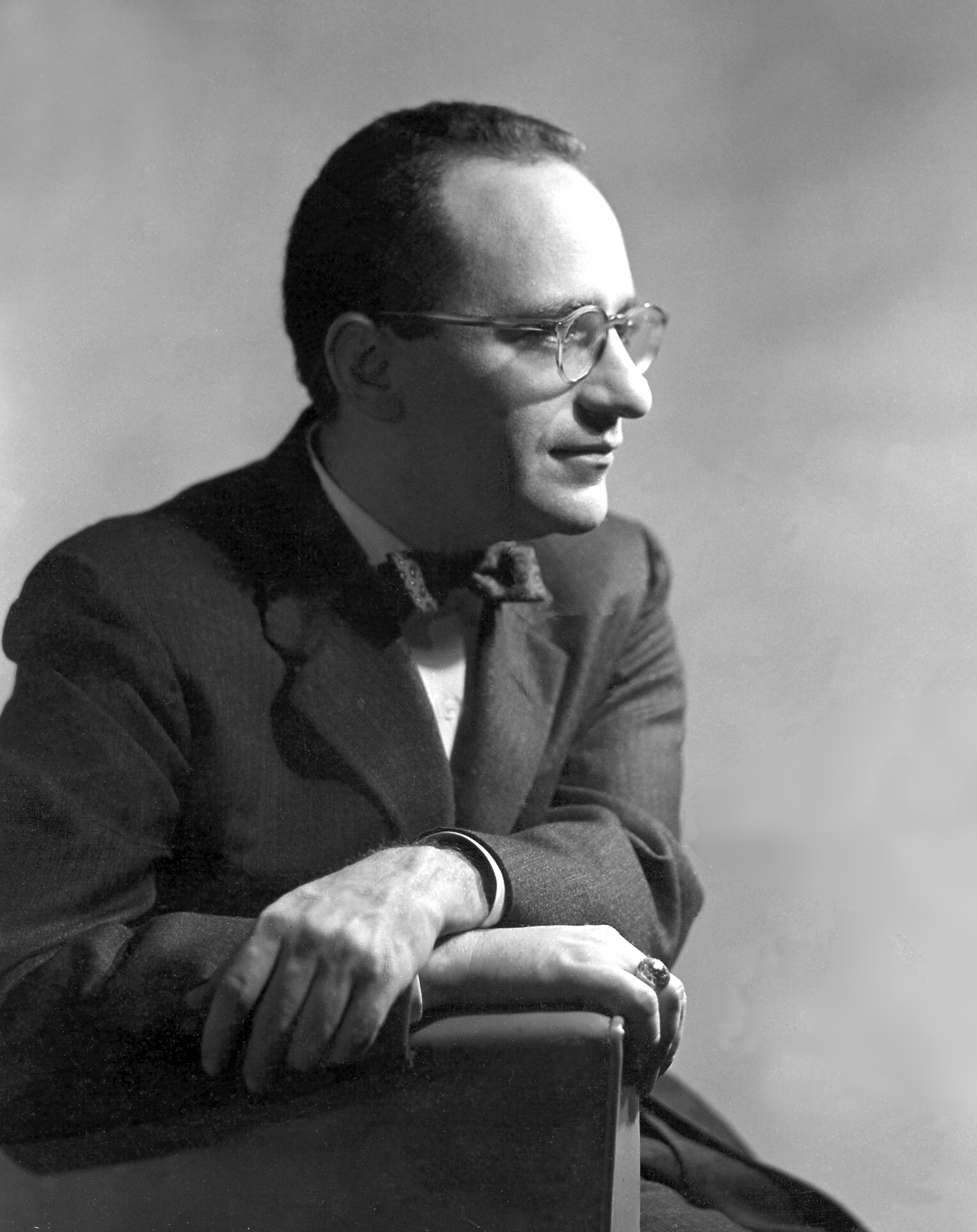
موری راتبارد (۱۹۲۶–۹۵).

مکتب اتریشی اقتصاد با انتشار کتاب اصول اقتصاد اثر کارل منگر در ۱۸۷۱ ایجاد شد. اعضای این مکتب به اقتصاد به عنوان سیستمی پیشینی مثل منطق یا ریاضیات می‌نگرند تا چون یک علم تجربی مثل زمین‌شناسی. این کتب تلاش می‌کند اصول عمل انسانی را (که در سنت اتریشی پراکسیولوژی خوانده می‌شود) کشف کند و از آن مشتقاتی بسازد. برخی از این اصول پراکسیولوژیکال عبارتند از:
- انسانها هدفمندانه عمل می‌کنند؛
- انسانها مقدار بیشتری از چیز خوب را به مقدار کمتر از آن ترجیح می‌دهند؛
- انسانها ترجیح می‌دهند خوب را زودتر دریافت کنند تا دیرتر؛ و
- each party to a trade benefits ex ante.

اقتصاد اتریشی حتی در اولین روزهایش چون سلاحی نظری علیه سوسیالیسم و سیاست حکومت محور سوسیالیستی به کار گرفته شد. اویگن فن بوم-باورک، از همکاران منگر، یکی از اولین نقدها را بر سوسیالیسم در رساله‌اش به نام نظریه سوء استفاده سوسیالیسم-کمونیسم نوشت. بعدها، فریدریش هایک راه بردگی را نوشت و استدلال کرد که یک اقتصاد دستوری کارکرد اطلاعاتی قیمتها را از بین می‌برد و این که اقتدار بر اقتصاد منجر به توتالیتاریانیسم می‌شود. دیگر اقتصاد دان بسیار تأثیرگذار اتریشی لودویگ فن میزس، نویسنده عمل انسانی بود.
موری راتبارد، از شاگردان میزس، کسیست که سعی کرد اقتصاد اتریشی را لیبرالیسم کلاسیک و آنارشیسم فردگرا ادغام کند. او اولین مقاله‌اش را در دفاع از «آنارشیسم مالکیت خصوصی» در ۱۹۴۹ نوشت، و بعدتر از نام «آنارکو-کاپیتالیسم» استفاده کرد. او احتمالاً اولین کسی بوده که از «لیبرترین» در معنای کنونی حامی سرمایه‌داری اش (در آمریکا) استفاده کرده‌است. او اقتصاددانی تحصیلکرده بود، ولی در فلسفه سیاسی و تاریخ هم سواد داشت. در جوانی خود را بخشی از راست قدیمی در نظر می‌گرفت، که شاخه‌ای ضد-حکومت محوری و ضد مداخله گرایی از حزب جمهوریخواه بود. او در اواخر دهه ۱۹۵۰ مختصراً با این رند مشغول بود ولی بعدها جدا شد.
البته افرادی مانند دیوید دی فریدمن فرزند میلتون فریدمن با سنتی تحت تأثیر از مانیتاریسم (پول گرایی) و مکتب شیکاگو اقدام به خلق نوعی از آنارکو-کاپیتالیسم کرده‌اند که بر خلاف جریان روتباردی که پیرو حقوق طبیعی بود اساس آن اصالت فایده است.

## تاریخچه

### لیبرالیسم کلاسیک
لیبرالیسم کلاسیک تأثیر اساسی و دیرپاترین تأثیرها را بر نظریه آنارکو-کاپیتالیست داشته‌است. لیبرال‌های کلاسیک از زمانی که جان لاک نخستین بار این فلسفه را توسعه داد دو درون مایهٔ اصلی داشته‌اند: آزادی انسان، و محدودیت قدرت حکومت. آزادی انسان بر حسب حقوق طبیعی بیان شد، حال آن که (برای لاک) محدودسازی حکومت مبتنی بر یک نظریهٔ رضایت بود.
لیبرال‌های کلاسیک در قرن نوزدهم، تهاجم به حکومت محوری را رهبری کردند. از موارد شایان ذکر، قانون فردریک باستیا بود که نوشت، «حکومت بزرگ‌ترین خیالیست که همه از طریق آن می‌خواهند به خرج دیگران زندگی کنند.» هنری دیوید تورو نوشت، «من صمیمانه این شعار را که، 'دولتی بهترین است که کمترین حکومت را بکند' می‌پذیرم؛ و دوست دارم.»

## تعریف‌ها
موری راتبارد لفظ  آنارکو-کاپیتالیسم  را به کار گرفت تا فلسفه‌اش را از آنارشیسم که با مالکیت خصوصی مخالفت می‌کند، متمایز کند و همچنین با دیگر اشکال آنارشیسم فردگرایانه نیز مرزبندی مشخصی داشته باشد. برای اشاره به این فلسفه گاهی از الفاظ دیگری نیز استفاده می‌شود، از جمله
- کاپیتالیسم ضد حکومت
- مارکتیسم ضد حکومت
- آنارکو-لیبرالیسم[۲۸]
- آنارشیسم کاپیتالیست
- آنارشیسم بازار
- آنارشیسم بازار آزاد * آنارشیسم فردگرا[۲۹]
- ترتیب طبیعی[۳۰]
- آنارشی مرتب[۳۰]
- حقوق چندمرکزی
- جامعه حقوق خصوصی[۳۰]
- آنارشی مالکیت خصوصی[۳۰]
- کاپیتالیسم ناب
- radical capitaکاپیتالیسم بی حکومت
- جامعه بی حکومت
- لیبرالیسم بی حکومت
- داوطلبی گرایی

آنارکو-کاپیتالیسم از الفاظ زیر نیز به روشی استفاده می‌کند که ممکن است با استفاده رایج یا جنبش‌های مختلف آنارشیست متفاوت باشد:
- آنارشیسم: هر فلسفه‌ای که با همه اشکال اجبار اولی (از جمله مخالفت با حکومت) مخالفت کند
- قرارداد: یک توافق الزام‌آور داوطلبانه بین اشخاص
- اجبار: زور فیزیکی یا تهدید فیزیکی علیه اشخاص یا مالکیت
- کاپیتالیسم: سیستم اقتصادی که ابزارهای تولید در آن در مالکیت خصوصی‌اند، و در آن سرمایه‌گذاری‌ها، تولید، توزیع، درآمد، و قیمت‌ها از طریق عملکرد یک بازار آزاد تعیین می‌شود تا یک دولت
- بازار آزاد: بازاری که در آن تمام تصمیمات در خصوص انتقال پول، کالاها (از جمله کالاهای سرمایه‌ای)، و خدمات داوطلبانه است
- کلاهبرداری: تحریک کردن به چشم پوشیدن از چیزی با ارزش به طریقی غیرصادقانه
- حکومت: سازمانی که مالیات می‌گیرد و درگیر اجبار تجاوزگرانه منظم و نهادینه است
- داوطلبانه: هر عملی که تحت تأثیر اجبار یا کلاهبرداری مرتکب شده توسط هیچ سازمان انسانی نباشد